# Duportella pirispora
Duportella pirispora är en svampart som beskrevs av Boidin, Lanq. & Gilles 1991. Duportella pirispora ingår i släktet Duportella och familjen Peniophoraceae.   Inga underarter finns listade i Catalogue of Life.